# サン・ミゲル (企業)

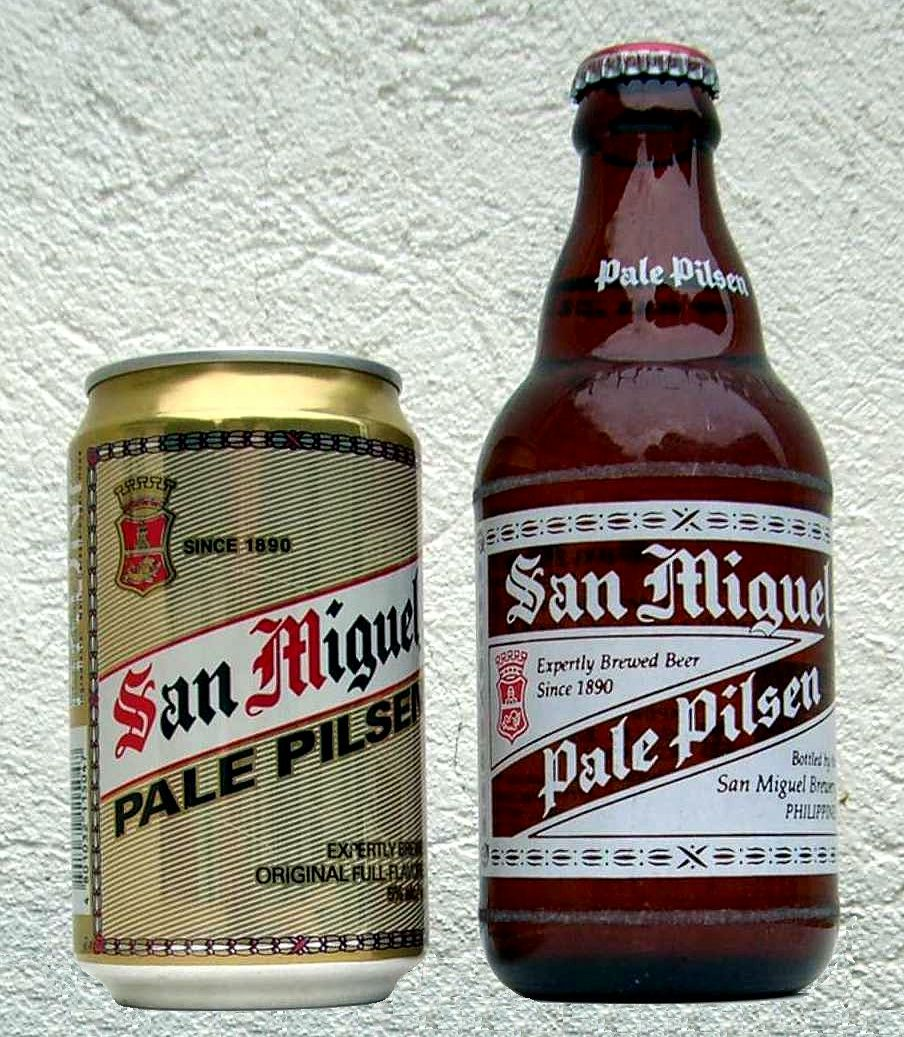
サン・ミゲル

サン・ミゲルは、フィリピンの商社。 フィリピン総合指数構成銘柄。

## 概要
飲料、食品、包装、発電・電力流通、燃料・オイル、インフラ及び通信の7つのセグメントで事業を展開している。
かつては、フィリピンのナンバーワンビールである「サン・ミゲル ビール」や清涼飲料、洋酒、食料品を扱う食品会社として国際的な知名度を得ていたが、2000年代に入り、経営の多角化を加速。2008年には、看板事業であったビール事業を担う子会社の株式の43 %を日本の麒麟麦酒に売却する一方、売却益を有料道路や電力会社、製油所、不動産などへの投資に振り分け、多数のグループ企業を設立している。

## インフラ分野への進出

### エネルギー事業
2008年、フィリピンの大手電力会社であるマニラ電力（MERALCO, メラルコ）の株式27 %を取得する一方、石油企業であるペトロンの株式50.1 %を取得した。

### 水道事業
マニラ首都圏の生活用水が近い将来逼迫することに注目し、マニラ水道局と提携して利水ダムの開発を計画。着手する寸前まで行ったが、2009年9月、水道料金の高騰を懸念する世論に押される形で中断に追い込まれた。 